# Adam Rooney
Adam Christopher David Rooney (nacido el 21 de abril de 1988) es un futbolista profesional irlandés que juega como delantero en el club Solihull Moors de la Liga Nacional. Anteriormente jugó para Stoke City, pasó temporadas cedido en Yeovil Town, Chesterfield y Bury, fue miembro habitual del primer equipo de Inverness Caledonian Thistle, jugó para Birmingham City y estuvo cedido en Swindon Town. Jugó en el Oldham Athletic y pasó cuatro temporadas y media con el Aberdeen antes de regresar a Inglaterra para fichar por el Salford.
Rooney jugó para el equipo sub-18 de la República de Irlanda en el Festival Olímpico de la Juventud Europea 2005 en Lignano Sabbiadoro
Rooney nació en Dublín . Su hermano mayor, Mark, también era futbolista profesional.
El 16 de marzo de 2007, se unió a Rooney Yeovil Town en préstamo durante un mes. El préstamo se extendió posteriormente hasta el final de la temporada. Sin embargo, regresó a Stoke el 9 de mayo de 2007, después de hacer una apertura y dos apariciones como suplente para Yeovil.
El 16 de marzo de 2007, se unió a Rooney Yeovil Town en préstamo durante un mes.  El préstamo se extendió posteriormente hasta el final de la temporada. Sin embargo, regresó a Stoke el 9 de mayo de 2007, después de hacer una apertura y dos apariciones como suplente para Yeovil. 